# Богородск
Богородск (рус. Богородск) град је у Русији у Нижњеновгородској области. Према попису становништва из 2010. у граду је живело 35499 становника.

## Становништво
| 1939.  | 1959.  | 1970.  | 1979.  | 1989.  | 2002.  | 2010.  |
| ------ | ------ | ------ | ------ | ------ | ------ | ------ |
| 21.431 | 29.950 | 36.517 | 37.355 | 38.401 | 37.095 | 35.499 |